# Pennadomo
Pennadomo (La Pènne in abruzzese) è un comune italiano di 206 abitanti della provincia di Chieti in Abruzzo. Fa anche parte della Comunità montana Aventino-Medio Sangro.

## Origini del nome
Il nome del paese deriva da "Penna in Domo" ("penna" da "pinna" significante masso affiorante dal terreno e da "domus" non nel significato di casa ma nel significato di territorio cioè i feudi del X secolo tra cui Torricella Peligna, Palena, Lama dei Peligni, Taranta Peligna e Pizzoferrato, con Juvanum capitale della regione romana).

## Storia

### Preistoria
Molti reperti trovati nel territorio comunale attestano stanziamenti umani sin dall'Eneolitico.

### Medioevo
Nel XII secolo il castello di Pennadomo risulta distante 12 miglia da Roccamontepiano. Nel 1114 viene citata come Domo in pinna quando il vescovo di Chieti Roberto cede a un certo Alessandro dell'eremo di San Salvatore a Maiella le decime sia dei morti sia dei vivi di Gissi, Pennadomo e Altino: nel 1320 il valore del paese risulta essere di tre once, 13 tari e 15 grani. Nel XIV secolo il paese viene citato per le decime dovute da alcuni clerici negli anni 1308, 1324 e 326.

### Il Rinascimento e l'Evo Moderno
Nella prima metà del XV secolo Pennadomo fu feudo di Raimondo d'Annecchino e nel XVII secolo fu dei Malvini-Malvezzi, duchi di Santa Candida originari di Bologna e parenti dei Medici di Firenze.

### Simboli
Lo stemma comunale e il gonfalone sono stati concessi con decreto del presidente della Repubblica del 19 gennaio 1983.
Il gonfalone è un drappo partito di bianco e d'azzurro.

## Monumenti e luoghi d'interesse

### Fonte vecchia
È una fonte con abbeveratoio per usi domestici con tre cannelle sita in via Roma. È stata ricostruita nel XX secolo con riutilizzo dei materiali precedenti. È a due vasche esagonali concentriche. La vasca superiore ha un maggiore sviluppo in altezza della inferiore dove viene raccolta l'acqua proveniente dalla vasca superiore. La struttura è in blocchi di pietra appositamente modellati. La parte retrostante è dipinta.

### Chiesa di San Lorenzo
È una chiesa recente. La struttura portante dell'edificio è in cemento armato. La facciata principale è preceduta da una scalinata. Una cornice marcapiano divide due registri.

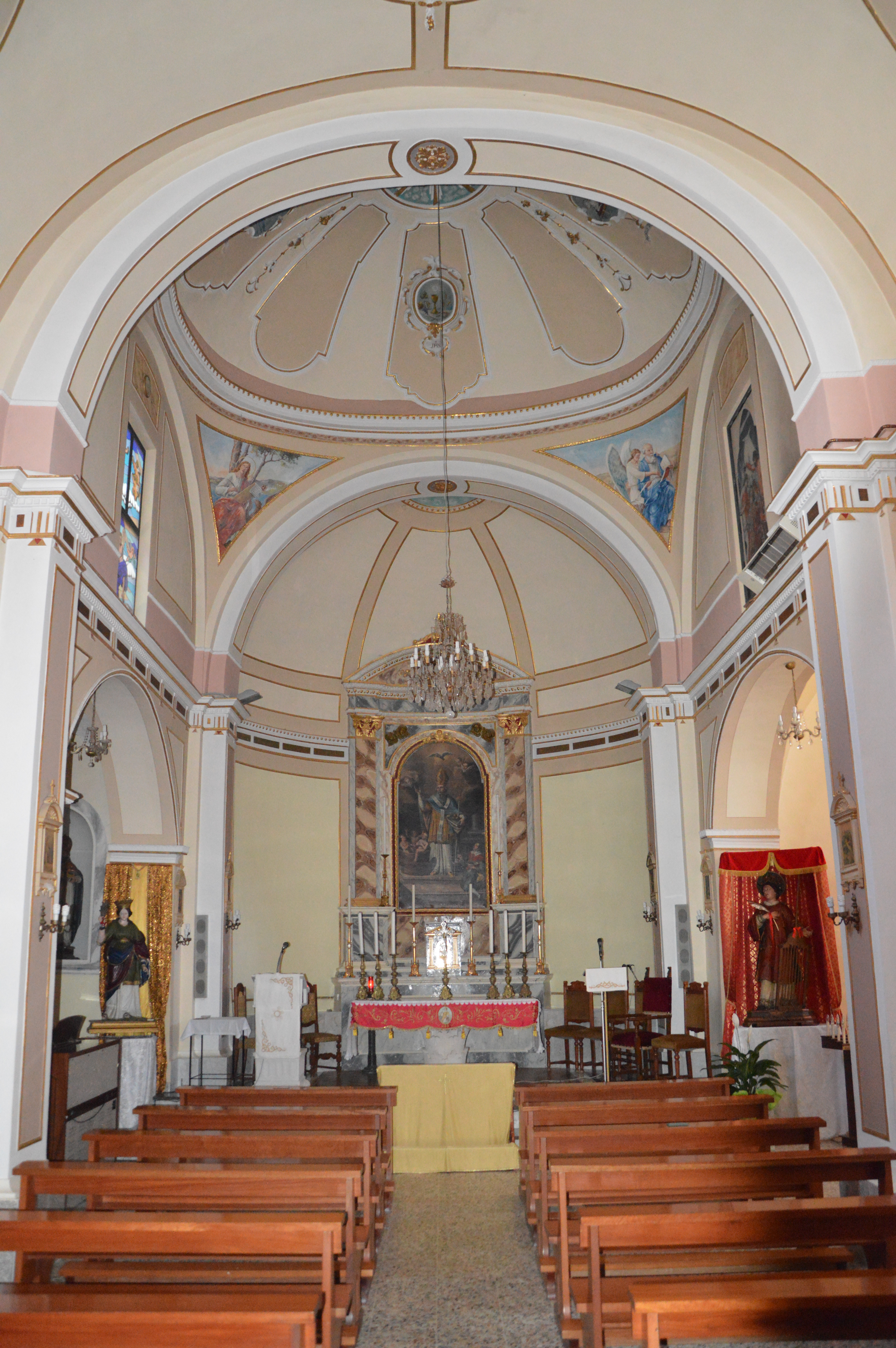
Interno Chiesa di San Nicola

### Chiesa di San Nicola di Bari
È sita in via di San Nicola. È stata costruita mel XVI secolo ma rimaneggiata in seguito. Davanti alla facciata c'è una scalinata d'accesso. Il prospetto laterale è suddiviso mediante tre campate. L'abside è sovrastata da una copertura a calotra. La navata principale è suddivisa anch'essa in tre campate, le prime due con volta a botte con lunette mentre la terza a cupola. Alla sinistra di questa lunetta vi sono tre cappelle, di cui l'ultima con volta a botte. La navata minore è separata da quella principale da tre arcate, di cui una più bassa rispetto alle altre. Al lato di questa navata vi sono due cappelle, una per campata. In questa chiesa sono presenti tre nicchie con statue.

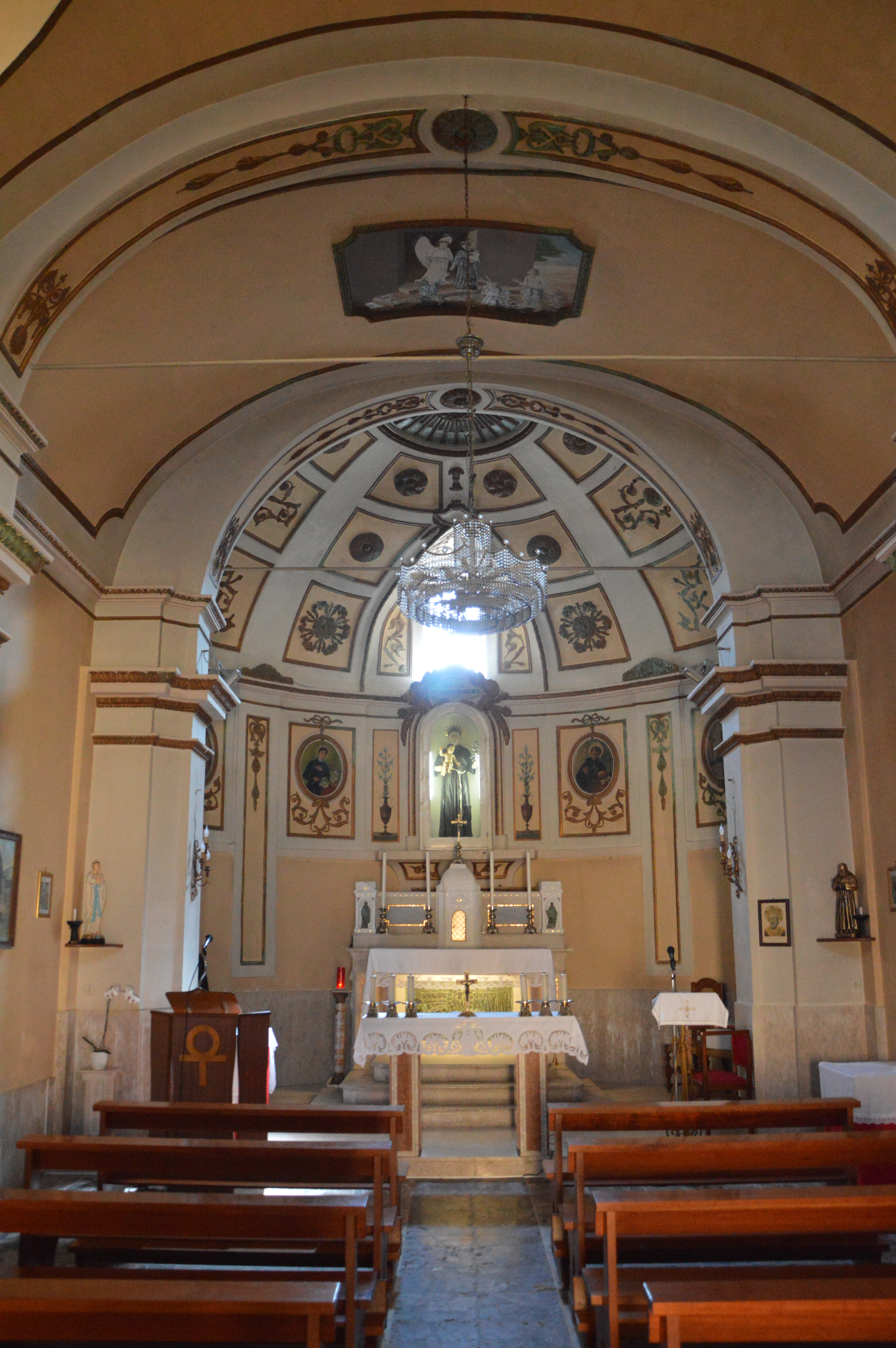
Interno Chiesa di Sant'Antonio

### Chiesa di Sant'Antonio Abate
È sita in via Roma. Venne costruita sul luogo di una preesistente cappella seicentesca verso il 2º decennio del Settecento. La facciata anteriore ha coronamento ad arco ed è rivestita in cemento. Il portale è sormontato da un timpano. L'interno è composto di una singola navata con copertura a botte. Un ambone è posto all'ingresso. Le pareti sono bianche e beige mentre i capitelli sono decorati con stucco dorato.

### Palazzo De Ritiis
È sito in via Peligna. L'edificio è pianta a "L" ed è a due piani. Non si conosce l'epoca della costruzione mancando documenti che ne attestano l'anno di costruzione. La facciata principale è in pietra smussata. Il portale è affiancato da due piedritti in pietra con capitelli che sorreggono un arco a tutto sesto. Su di un lato poggia una loggia ad archi.

### Palazzo Troilo-Valignani
È sito in via Orientale. L'edificio è a pianta rettangolare. Attualmente è adibito ad abitazione. Verosimilmente è del XIV secolo come appare studiando il torrione circolare ma mancano documenti che datano precisamente il palazzo, tuttavia un restauro ha interessato gran parte delle mura esterne, l'unico lato non restaurato è quasi totalmente privo dell'intonaco che lo ricopriva e il relativo cornicione è lesionato. Due tiranti sono posti al balcone dell'ultimo piano, mentre alcune arcate sono rafforzate da mattoni, mentre le ringhiere di ferro del terzo piano sono state sostituite da ringhiere in alluminio. Sul lato di via Orientale il palazzo si sviluppa in due piani, mentre nel retro su quattro. Anteriormente, la facciata è ornata in pietra smussata tenuta insieme con abbondante malta. Il portale di sinistra sormontato da arco a tutto sesto con chiave di volta scolpita, ai lati vi sono due piedritti con capitelli. Le finestre del piano superiore sono di dimensione diversa. Le due facciate laterali sono percorse da altrettante rampe di scale. La facciata posteriore è suddivisa da due lesene, mentre delle finestre sono sbarrate da grate di ferro.

### Vista sul lago di Bomba
Chiamato su cartelli stradali locali Lago di Pennadomo.

### Forra della Gran Giara
Si tratta di una grande apertura nella roccia causata dall'erosione dal torrente di San Leo, affluente del Sangro..

## Società

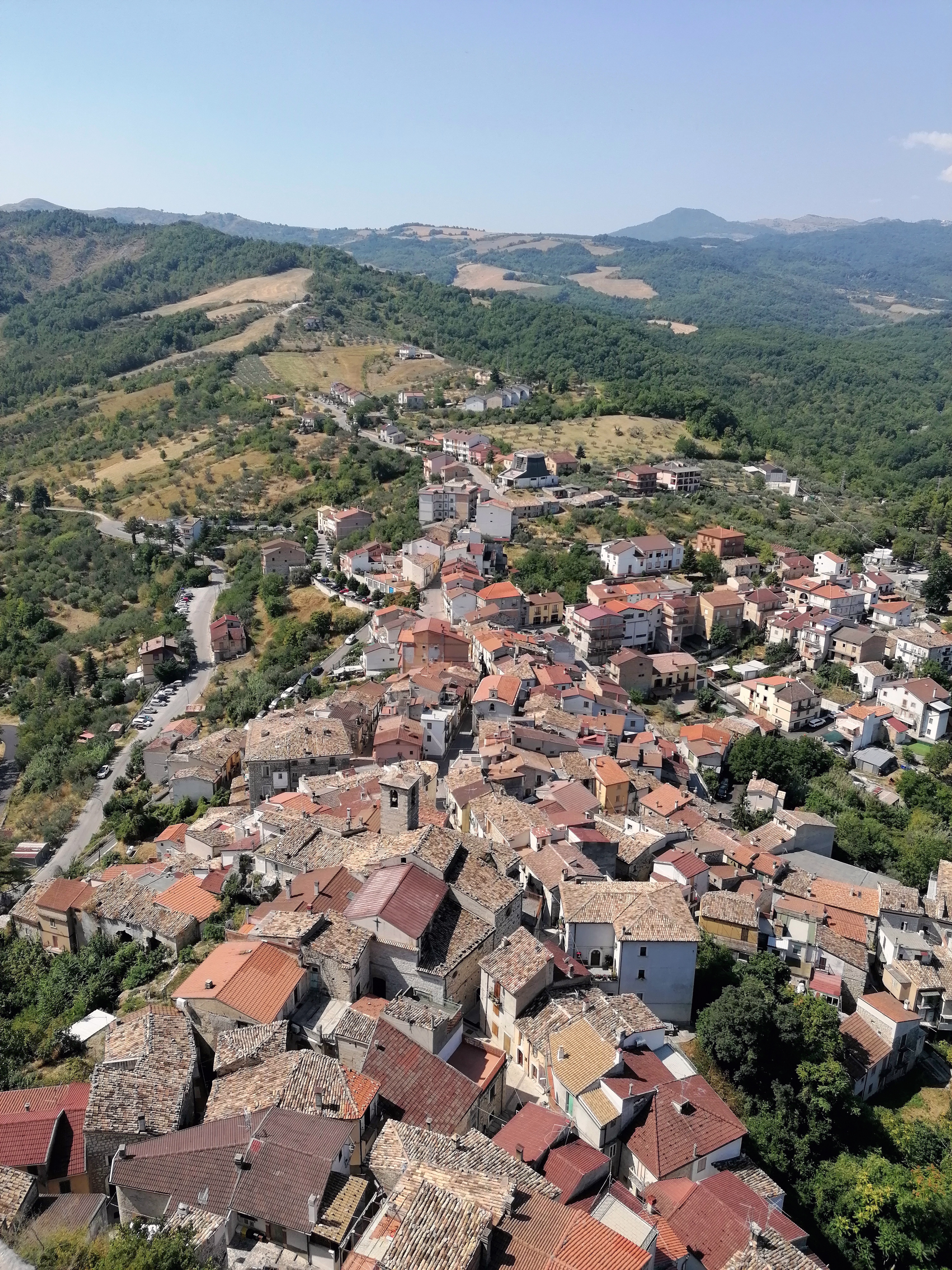
Pennadomo vista da Cima fumosa, il punto più alto del comune

### Evoluzione demografica
Abitanti censiti

## Amministrazione
| Periodo        | Periodo        | Primo cittadino        | Partito                            | Carica                  | Note          |
| -------------- | -------------- | ---------------------- | ---------------------------------- | ----------------------- | ------------- |
| 23 aprile 1995 | 13 giugno 2004 | Enzo D'Ambrosio        | Lista Civica di Centro-sinistra    | Sindaco                 | [ 17 ] [ 18 ] |
| 14 giugno 2004 | 18 aprile 2007 | Antonietta Passalacqua | Lista Civica                       | Sindaco                 | [ 19 ]        |
| 19 aprile 2007 | 15 luglio 2007 | Domenica Calabrese     |                                    | Commissario prefettizio | [ 20 ]        |
| 16 luglio 2007 | 14 aprile 2008 | Valentina Italiani     |                                    | Commissario prefettizio | [ 21 ]        |
| 15 aprile 2008 | 17 aprile 2015 | Antonietta Passalacqua | Lista Civica Insieme per Pennadomo | Sindaco                 | [ 22 ] [ 23 ] |
| 18 aprile 2015 | in carica      | Stefano Pantalone      | Lista Civica Insieme per Pennadomo | Vicesindaco             | [ 24 ] [ 25 ] |